# Hargs fabrikers AB

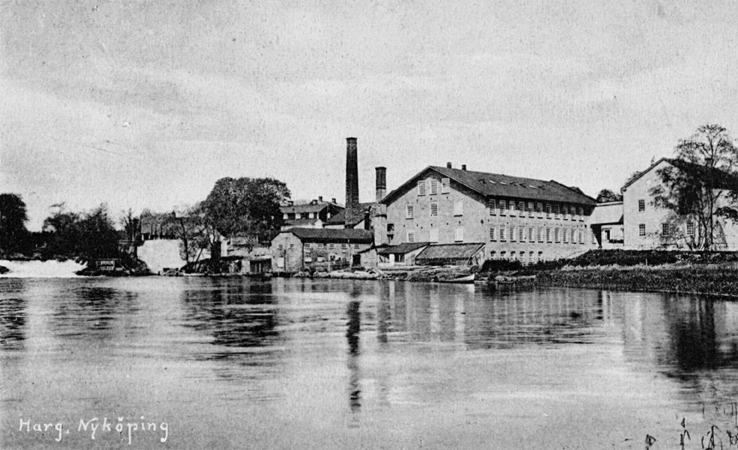
Hargs fabriker i slutet av 1800-talet.

Hargs fabrikers AB var ett textilindustriellt företag i Nyköping, som grundats 1843 och vars verksamhet drevs fram till år 1960. Företaget drev ett bomullsspinneri i Harg och från år 1871 ett väveri i Helgona socken.

## Historik

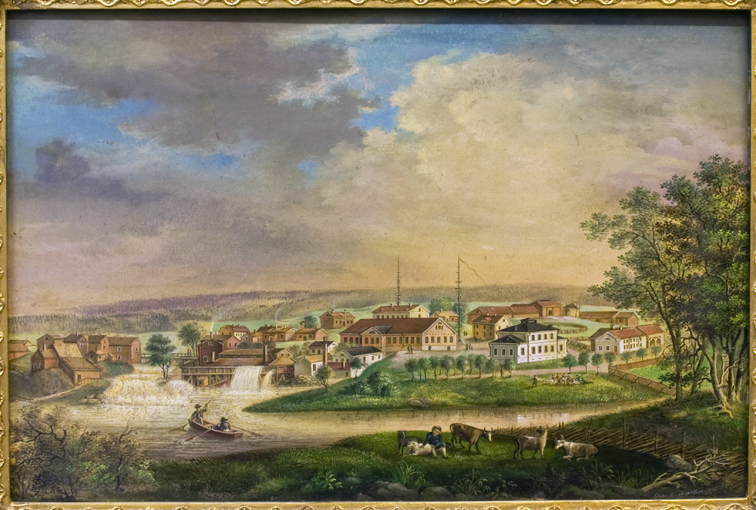
Hargs fabriker vid Nyköpingsån, oljemålning av Elias F Martin, 1845.

Vid Nyköpingsån i Harg har industriverksamhet bedrivits sedan medeltiden. Vid vattenfallet fanns på 1300-talet en kvarn. På 1600-talet anlades en såg och ett mässingbruk och på 1700-talet tillkom ett pappersbruk och tryckeri. På 1800-talet ersattes vattenhjulen med turbiner.
Företaget Hargs fabriker AB bildades i Harg efter en brand i Stockholms Mekaniska Bomullsspinneri år 1842. Ägarna ville inte bygga upp spinneriet på samma plats igen och man letade efter ett lämpligare ställe. Samma år köpte företaget en del av pappersbruksområdet i Harg för att bygga upp ett spinneri och tillhörande byggnader. Textilmaskinerna köptes i Manchester och fraktades till Nyköping. Den 16 mars 1843 sattes produktionen igång.
År 1931 köptes aktiemajoriteten upp av Stockholms Bomullsspinneri- och Väfveri AB. Företaget tillverkade bland annat Gripens lakansväv.
Företaget gick i konkurs 1960.
Efter konkursen tog Nygeverken över anläggningen. Fabriksbyggnaderna revs slutligen 1997. Kvar idag (2016) finns bland annat disponentbostaden och ingenjörsbostaden.
Händelser på företaget inspirerade Ivar Lo-Johansson till novellen Kvinnofabriken vars handling används i manuskriptet till filmen Tuppen i regi av Lasse Hallström.